# Jessica Lundy
Jessica R. Lundy (San Diego, California, 20 de marzo de 1966) es una actriz estadounidense. Comenzó su carrera apareciendo en las películas Bright Lights, Big City (1988), Caddyshack II (1988) y Madhouse (1990), antes de tener papeles recurrentes en el drama policial de corta duración Over My Dead Body (1990-1991) y el revival de seis episodios de The Carol Burnett Show (1991). Interpretó a Gloria Utz en la comedia de NBC Hope & Gloria de 1995 a 1996, y en las películas de comedia The Stupids (1996) y RocketMan (1997). De 2015 a 2019, Lundy interpretó a la inspectora Amanda Wainwright en la serie educativa de CBS The Inspectors.

## Biografía, primeros años y educación
Lundy nació en San Diego, California, hija de Jean (de soltera McDonald) y Joel Lundy, un oncólogo cirujano. Creció en Avon, Connecticut.  Lundy tiene una hermana menor, Judy.
Lundy asistió al Circle in the Square Theatre School. Se graduó con la Licenciatura en Artes en 1987 en la Escuela de Artes Tisch de la Universidad de Nueva York, donde se especializó en teatro y artes escénicas. Lundy se mudó a Los Ángeles en 1990.

## Carrera
Lundy hizo su debut cinematográfico con Bright Lights, Big City (1988). Ese mismo año, apareció en Caddyshack II (1988). Lundy también apareció junto a John Larroquette en la película Madhouse de 1990. De 1990 a 1991, Lundy apareció junto a Edward Woodward en la serie dramática policial de CBS de corta duración Over My Dead Body. En 1991, realizó un papel recurrente en el revival de seis episodios de The Carol Burnett Show. Apareció como la prometida/ex prometida de Joel Fleishman, Elaine Shulman, en la serie dramática Northern Exposure en 1990 y 1991. También apareció en The Golden Girls y Seinfeld, y tuvo un papel recurrente en Baby Talk.
Lundy también ha actuado en teatro. En 1994, Lundy interpretó a Rita Altabel en una producción Off-Broadway de Uncommon Women and Others. De 1993 a 1994, protagonizó la comedia de NBC The Second Half. De 1995 a 1996, Lundy interpretó el papel principal de Gloria en la comedia de NBC Hope and Gloria. El programa fue cancelado después de dos temporadas y 35 episodios.
En 1996, Lundy protagonizó junto a Tom Arnold la película de comedia The Stupids, basada en The Stupids, personajes de una serie de libros escritos por Harry Allard e ilustrados por James Marshall. La película recibió críticas negativas y fue un fracaso de taquilla, aunque el director de la película, John Landis, la considera una de sus películas favoritas. Al año siguiente tuvo dos papeles protagonistas femeninos: en la comedia italiana The Good Bad Guy y en la comedia de ciencia ficción RocketMan producida por Walt Disney Pictures. En 1998, realizó un papel secundario en la película dramática Denial. En los años siguientes, Lundy interpretó varios papeles secundarios tanto en cine como en televisión, destacando su participación como actriz invitada en Dharma & Greg, Monk, The Game, Criminal Minds, Two and a Half Men y Major Crimes.
De 2015 a 2019, Lundy interpretó a la inspectora Amanda Wainwright en la serie educativa de CBS The Inspectors. En 2016, ganó un premio Daytime Emmy como artista destacada en programación infantil por su actuación en The Inspectors.

## Filmografía
| Año       | Título                     | Papel                        | Notas                      |
| --------- | -------------------------- | ---------------------------- | -------------------------- |
| 1988      | Bright Lights, Big City    | Theresa                      |                            |
| 1988      | Vampire's Kiss             | Sharon                       |                            |
| 1988      | Caddyshack II              | Kate Hartounian              |                            |
| 1989      | B.L. Stryker               | Michelle                     | 1 episodio                 |
| 1990      | Madhouse                   | Bernice                      |                            |
| 1990-1991 | Over My Dead Body          | Nikki Page                   | 11 episodios               |
| 1990-1991 | Northern Exposure          | Elaine Shulman               | 2 episodios                |
| 1991      | The Fanelli Boys           | Lauren Shaw                  | 2 episodios                |
| 1991-1992 | Baby Talk                  | Susan Davis                  | 7 episodios                |
| 1992      | Doogie Howser, M.D.        | Sheila Davidson              | 2 episodios                |
| 1992      | The Golden Girls           | Janet Devereaux              | 2 episodios                |
| 1992      | Single White Female        | Aplicante                    |                            |
| 1992      | Dream On                   | Stephanie                    | 1 episodio                 |
| 1992      | Seinfeld                   | Naomi                        | 2 episodios                |
| 1992-1994 | Dinosaurs                  | Varios (voz)                 | 8 episodios                |
| 1993      | The Last Shot              | Rachel Tullis                | Cortometraje de televisión |
| 1993      | TriBeCa                    | Nina                         | 1 episodio                 |
| 1993-1994 | The Second Half            | Denise Palmaro               | 15 episodios               |
| 1994      | I Love Trouble             | Azafata #1                   |                            |
| 1995-1996 | Hope and Gloria            | Gloria Utz                   | 35 episodios               |
| 1996      | The Outer Limits           | Theresa McPhee               | 1 episodio                 |
| 1996      | The Stupids                | Joan Stupid                  |                            |
| 1997      | The Good Bad Guy           | Carol Graham                 |                            |
| 1997      | RocketMan                  | Julie Ford                   |                            |
| 1997      | Party of Five              | Nina Rondstadt               | 5 episodios                |
| 1998      | Denial                     | Bonnie                       |                            |
| 1998      | Cupid                      | Kate                         | 1 episodio                 |
| 1998      | Just a Little Harmless Sex | Terrianne                    |                            |
| 1998      | October 22                 | Liz                          |                            |
| 1998      | Dharma & Greg              | Patty                        | 1 episodio                 |
| 1999      | It's Like, You Know...     | Dawn                         | 1 episodio                 |
| 1999      | Wasteland                  | Felicia                      | 1 episodio                 |
| 2000      | Snoops                     | Abby                         | 1 episodio                 |
| 2001      | Some of My Best Friends    | Meryl Doogan                 | 8 episodios                |
| 2002      | What I Like About You      | Marcy                        | 1 episodio                 |
| 2002      | Boomtown                   | Vivian Colson                | 1 episodio                 |
| 2003      | Titletown                  |                              | Película de televisión     |
| 2003      | Without a Trace            | Dra. Covington               | 1 episodio                 |
| 2003      | Lost at Home               | Julie Barton                 | 1 episodio                 |
| 2004      | Monk                       | Rachel Sweeney               | 1 episodio                 |
| 2004      | Sweden, Ohio               | Actor                        | Película de televisión     |
| 2004      | Century City               | Bertha Wood                  | 1 episodio                 |
| 2004      | Missing                    | Susan Bordner La Belle       | 1 episodio                 |
| 2006      | A Merry Little Christmas   | Noelle                       |                            |
| 2007      | 'Til Death                 | Barbara                      | 1 episodio                 |
| 2007      | Medium                     | Lisa Wolfe / Sandra O'Bannon | 1 episodio                 |
| 2007      | The Game                   | Penny                        | 1 episodio                 |
| 2007      | Saving Grace               | Belle Grady                  | 1 episodio                 |
| 2007      | Pushing Daisies            | Hillary Hundin               | 1 episodio                 |
| 2008      | 3 Days Gone                | Det. Kelsey                  | Directo a video            |
| 2009      | Fudgy Wudgy Fudge Face     | Sour Lemon Drop              |                            |
| 2009      | Numb3rs                    | Carolyn White                | 1 episodio                 |
| 2009      | Men of a Certain Age       | Brenda Blye                  | 1 episodio                 |
| 2010      | 90210                      | Sandra Mathison              | 1 episodio                 |
| 2011      | Criminal Minds             | Alison Sparks                | 1 episodio                 |
| 2011      | Castle                     | Myrna Ramsey                 | 1 episodio                 |
| 2012      | Of Two Minds               | Madeleine                    | Película de televisión     |
| 2013      | Two and a Half Men         | Allie                        | 1 episodio                 |
| 2015-2019 | The Inspectors             | Amanda Wainwright            | Papel principal            |
| 2021      | B Positive                 | Charlene                     | 1 episodio                 |